# Laura Romano
Laura Romano (Roma, 14 settembre 1970) è una doppiatrice e attrice italiana.

## Biografia
Nata a Roma, è cresciuta a Cassino, in provincia di Frosinone, dove nacque suo fratello Maurizio e dove si è diplomata all'Istituto Magistrale. Tornata a Roma per studiare lingue, ha cominciato a fare le prime esperienze teatrali. Tra le varie esperienze sul palcoscenico, ha partecipato ad alcuni spettacoli con la regia di Francesco Tavassi, come Anna dei miracoli e Nella città l'inferno, che l'hanno portata in tournée per 8 anni tra il 1994 e il 2002.
Nel frattempo si era avvicinata al mondo del doppiaggio seguendo le orme del fratello Maurizio Romano. Per un periodo si è divisa tra palcoscenico e sala di edizione facendo anche alcune apparizioni tra cinema e tv, poi si è concentrata solo sul doppiaggio.
Laura Romano è la voce italiana di molte attrici, tra le quali Mariska Hargitay in Law & Order - Unità vittime speciali che interpreta dal 1999. Ha doppiato Sofía Vergara in Modern Family per 11 stagioni, fino al 2020, ricevendo anche il premio come "Voce femminile dell'anno" al Romics nel 2014. Tra le attrici che ha doppiato più spesso ci sono Rachel Weisz, Queen Latifah, Paula Patton, Michelle Yeoh, Maria Bello e Carmen Ejogo in Animali fantastici e dove trovarli e Animali fantastici - I crimini di Grindelwald.
Nel 2019 insieme ad alcuni amici e colleghi ha fondato l'associazione Le voci del cuore – Onlus – Doppiatori in corsia con l'obiettivo di rendere l'esperienza di attori e doppiatori utile per creare momenti di gioia e spensieratezza in ambienti in cui si vive tensione e preoccupazione attraverso iniziative e attività di beneficenza, come Una voce per lo Spallanzani, la raccolta fondi per l'Ospedale Spallanzani di Roma durante la pandemia di COVID-19.

## Doppiaggio

### Film
- Paula Patton in Déjà vu - Corsa contro il tempo, Swing Vote - Un uomo da 300 milioni di voti, Mission: Impossible - Protocollo fantasma, Cani sciolti, L'amore in valigia, Warcraft - L'inizio, The Do-Over
- Taraji P. Henson in Something New, Top Five, Notte folle a Manhattan, Ossessione omicida, Acrimony, Migliori nemici, Coffee & Kareem
- Sofía Vergara in Madea Goes to Jail, I Puffi, Machete Kills, Gigolò per caso, Fuga in tacchi a spillo, Joker - Wild Card
- Rachel Weisz in Confidence - La truffa perfetta, Constantine, The Constant Gardener - La cospirazione, Un bacio romantico - My Blueberry Nights, Passioni e desideri
- Viola Davis in Come un uragano, Molto forte, incredibilmente vicino, Barriere, Widows - Eredità criminale, The Woman King, Air - La storia del grande salto
- Queen Latifah in Un ciclone in casa, Scary Movie 3 - Una risata vi seppellirà, 3 donne al verde, Il viaggio delle ragazze
- Maya Rudolph in Le amiche della sposa, Le sorelle perfette, Wine Country, Come per disincanto - E vissero infelici e scontenti
- Michelle Yeoh in Memorie di una geisha, Sunshine, La mummia - La tomba dell'Imperatore Dragone, Morgan, Last Christmas
- Rebecca Hall in The Prestige, Regali da uno sconosciuto - The Gift, Godzilla vs. Kong, Godzilla e Kong - Il nuovo impero
- Toni Collette in Hereditary - Le radici del male, La fiera delle illusioni - Nightmare Alley, Giurato numero 2
- Hannah Waddingham in Hocus Pocus 2, The Fall Guy, Mission: Impossible - The Final Reckoning
- Elizabeth Banks in The Uninvited, Che cosa aspettarsi quando si aspetta
- Allison Janney in Margaret, Tonya
- Jennifer Ehle in A Quiet Passion, Il professore e il pazzo
- Carmen Ejogo in Animali fantastici e dove trovarli, Animali fantastici - I crimini di Grindelwald
- Loretta Devine in Beverly Hills Chihuahua, Beverly Hills Chihuahua 2
- Marisol Nichols in FBI: Operazione tata, Spiral - L'eredità di Saw
- Alicia Keys in Smokin' Aces, La vita segreta delle api
- Sophie Okonedo in After Earth, Heart of Stone
- Kelly Hu in Detective a due ruote
- Cassandra Freeman in Inside Man
- Helena Bonham Carter in Il discorso del re
- Gloria Reuben in La risposta è nelle stelle
- Juliet Rylance in Qua la zampa!
- Salma Hayek in Come ti ammazzo il bodyguard
- Carrie-Anne Moss in The Bye Bye Man
- Crystal Lowe in Wonder
- Noma Dumezweni in Il ritorno di Mary Poppins
- Gal Gadot in Codice 999
- Zoë Bell in The Hateful Eight, C'era una volta a... Hollywood
- Aunjanue Ellis in Una famiglia vincente - King Richard, I ragazzi della Nickel
- Noomi Rapace in Sherlock Holmes - Gioco di ombre
- Kerry Washington in Mr. & Mrs. Smith
- Janet McTeer in Albert Nobbs
- Lynda Boyd in Adaline - L'eterna giovinezza
- Liya Kebede in La migliore offerta
- Marsha Thomason in La casa dei fantasmi
- Jennifer Lopez in Jersey Girl
- Kristen Johnston in Scrivimi una canzone
- Mary Gallagher in Flightplan - Mistero in volo
- Mila Kunis in Max Payne
- Monique Gabriela Curnen in Il cavaliere oscuro
- Giovanna Zacarías in The Legend of Zorro
- Faune A. Chambers in Epic Movie
- Bess Wohl in Shaggy Dog - Papà che abbaia... non morde
- Debra Wilson in Scary Movie 4
- Wenli Jiang in All the Invisible Children
- Flora Nicholson in Grace di Monaco
- Sarah Parish in L'amore non va in vacanza
- Zerrin Tekindor in Rosso Istanbul
- Gina Carano in Bus 657
- Sharon Leal in First Love
- Audra McDonald in Dove eravamo rimasti
- LisaGay Hamilton in Vice - L'uomo nell'ombra
- Linda Cardellini in La Llorona - Le lacrime del male
- Carla Gugino in Lo spazio che ci unisce
- Marlene Forte in Cena con delitto - Knives Out
- Raquel Cassidy in Downton Abbey, Downton Abbey II - Una nuova era
- Samantha Tolj in L'abbinamento perfetto
- Sindhu Vee in Matilda The Musical di Roald Dahl
- Rosario Dawson in La casa dei fantasmi
- Adina Porter in Una torta per l'uomo giusto
- Nadine Wrietz un Conta su di me
- Retta in Hit Man - Killer per caso
- Connie Ferguson in Codice: cacciatore
- Ashwini Kalsekar in Monkey Man
- Alanna Ubach in Venom: The Last Dance
- Kate Mulvany in Better Man
- Michelle Dockery in Flight Risk - Trappola ad alta quota
- Sarah Niles in F1 - Il film

### Film d'animazione
- Gatomon in Digimon - Il film
- Tamara in Cyborg 009 - La leggenda della supergalassia
- Kirara Asai in Kirara
- Sarah in Team America: World Police
- Gladys Sharp in La gang del bosco
- Gussy in La tela di Carlotta
- TC-70 in Star Wars: The Clone Wars
- Risa in Ponyo sulla scogliera
- Mindy Parker in Bolt - Un eroe a quattro zampe
- Cima Garahu in Mobile Suit Gundam 0083: Stardust Memory
- Sottiletta in Nut Job - Operazione noccioline, Nut Job 2 - Tutto molto divertente
- Kshana in Nausicaä della Valle del vento (2ª edizione)
- Io in Fuga dal pianeta Terra
- Mama V in Khumba
- Freda Sackville-Bagg in Vampiretto
- Sìsì in Ralph spacca Internet
- Nemesi Maldamore in C'era una volta il Principe Azzurro
- Sarafina in Il re leone, Il re leone e Mufasa - Il re leone
- Zeta in Angry Birds 2 - Nemici amici per sempre
- Tailmon in Digimon Adventure: Last Evolution Kizuna
- Nonna in Riverdance: l'avventura animata
- Sarah Sharpe ne Il mostro dei mari
- Spirito del Natale Passato in Scrooge - Canto di Natale
- Margaret Rosenblatt in Firebreather
- Victoria Vance in PAW Patrol - Il super film
- Camaleonte in Kung Fu Panda 4
- Ally in IF - Gli amici immaginari
- Roberts Allenatrice in Inside Out 2
- Valentina in Cattivissimo me 4
- Presidentessa del Consiglio in Lilo & Stitch

### Serie televisive
- Rosario Dawson in The Mandalorian, The Book of Boba Fett, Ahsoka
- Rhona Mitra in The Gates - Dietro il cancello, Strike Back, The Last Ship
- Judy Reyes in Devious Maids - Panni sporchi a Beverly Hills, iZombie, The Good Wife
- Aunjanue Ellis in E-Ring, Rapita: il dramma di Carlina White, Lovecraft Country - La terra dei demoni
- Sandrine Holt in The Mentalist, Hostages, X-Files
- Viola Davis in Le regole del delitto perfetto
- Nika King in Euphoria
- Rhea Seehorn in Better Call Saul
- Sofía Vergara in Modern Family, Griselda
- Jennifer Esposito in Blue Bloods, NCIS - Unità anticrimine
- Carmen Ejogo in The Girlfriend Experience, True Detective
- Katee Sackhoff in Battlestar Galactica, The Big Bang Theory, 24
- Monique Gabriela Curnen in The Unusuals - I soliti sospetti, Taken
- Mariska Hargitay in Law & Order - Unità vittime speciali, Law & Order - I due volti della giustizia
- Lana Parrilla in C'era una volta
- Maura Tierney in E.R. - Medici in prima linea, The good wife
- Adina Porter in American Horror Story, The 100
- Michelle Yeoh in Star Trek: Discovery
- Zabryna Guevara in Gotham, Daredevil - Rinascita
- Christine Adams in Black Lightning
- Laura Prepon in Orange Is the New Black
- Taraji P. Henson in Person of Interest
- Joan Cusack in Shameless
- Jodi Lyn O'Keefe in Prison Break
- Rose Rollins in Chase
- Elisabeth Röhm in Angel
- Melissa Peterman in Baby Daddy
- Catherine Walker in Versailles
- Marie-Lou Sellem in Hamburg Distretto 21
- Marisol Nichols in Teen Wolf
- Tawny Cypress in Yellowjackets
- Judith Scott in Snowfall
- Vanessa Minnillo in NCIS: Hawai'i
- Raquel Cassidy in Downton Abbey
- Sophie Okonedo ne La Ruota del Tempo
- Kate Fleetwood in Fate: The Winx Saga
- Sarita Choudhury in Fallout
- Hannah Waddingham in Ted Lasso
- Tamberla Perry in Morte e altri dettagli
- Daphne Rubin-Vega in Only Murders in the Building
- Carrie Coon in The White Lotus

### Cartoni animati
- Valentina "MacArthur" Escobar in A tutto reality presenta: Missione Cosmo Ridicola,A tutto reality: le origini e A tutto reality - L'isola: Il ritorno
- Lana Kane in Archer
- Luna in Elena di Avalor
- Lola Boa in Brandy & Mr. Whiskers
- Mila in Skyland
- Gatomon in Digimon Adventure, Digimon Adventure 02
- Poisonny in Pretty Cure
- Claudia in Fortezza superdimensionale Macross
- Maki Kawasaki in Burn-Up Excess
- Frida in Crash Canyon
- Vanilla the Rabbit e Scarlet Garcia in Sonic X
- Kaolinite e Mayumi Osaka in Pretty Guardian Sailor Moon Crystal
- La regina delle nevi in Regal Academy
- Tessitrice d'Ombre in She-Ra e le principesse guerriere
- Tenente Penumbra in DuckTales
- Mags Gumdrop in Trolls: TrollsTopia
- Mamma Pig (2ª voce) in Peppa Pig (st.9+)
- Strega Hazel in Tiny Toons Looniversity[5]

### Programmi televisivi
- Petrolio (Rai 1, 2013-2019; Rai 2, 2019-2020) speaker
- Il ristorante degli chef (Rai 2, 2018) speaker

### Videogiochi
- Lady Masako Adachi in Ghost of Tsushima[6]
- Beyla in God of War Ragnarök

## Filmografia

### Cinema
- Le ore piccole, regia di Natalia Fago (2002) - cortometraggio
- Ultimo stadio, regia di Ivano De Matteo (2002)
- Pontormo, regia di Giovanni Fago (2003)

### Televisione
- Casa famiglia, Rai 1, - 1 episodio, regia di T. Aristarco (2002)
- La squadra, Rai 3 (2005)
- La moglie cinese, regia di Antonello Grimaldi (2006)

## Teatro
- "Ipotesi di spettacolo", regia di Argo Suglia
- "Napolitudine", regia di Enzo Avolio
- "Lancillotto e Ginevra", regia di Francesco Capitano
- "O’ scarfalietto", regia di Antonello Avallone
- "Don Rafaele o’ trombone", regia di Antonello Avallone
- "Cupido scherza e spazza", regia di Antonello Avallone
- "Poker di donne", regia di Antonello Avallone
- "Maria Consuelo Suarez Abriego: fiori di Bogotà", testo raccolto da Claudio Fava
- "Emilie Muller", regia di Marcello Cotugno
- "Sei personaggi in cerca d’autore", di Luigi Pirandello, regia di Giuseppe Patroni Griffi
- "Nella città l’inferno", regia di Francesco Tavassi
- "Todo por Pedro", regia di Patrizio Cigliano
- "Un pensiero per Olga", regia di Marcello Cotugno
- "Questo sogno", regia di Patrizio Cigliano
- "Anna dei miracoli", regia di Francesco Tavassi
- "L'innesto", di Luigi Pirandello, regia di Giulio Farnese

## Riconoscimenti
- Premio "Voce femminile dell'anno" al Gran Galà del doppiaggio Romics 2008 (ex aequo con Alessia Amendola)
- Premio del pubblico "Voce femminile dell'anno" Romics 2014 per aver doppiato Sofía Vergara in Modern Family
- Premio come migliore attrice protagonista al Gran Premio del doppiaggio 2015 per aver doppiato Anne Dorval in Mommy
- Premio come migliore voce non protagonista – Sezione cinema al Festival del doppiaggio Voci nell'Ombra 2018 per aver doppiato Allison Janney in Tonya
- Premio "Voce femminile dell'anno" al Gran Galà del doppiaggio Romics 2018 per aver doppiato Viola Davis in Barriere.
- La Musa d'Oro 2023: Miglior Doppiatrice Serie TV per Rhea Seehorn (Kim Wexler) in Better Call Saul